# Serafim Popescu
Serafim Popescu (n. 27 octombrie 1912, Totoi, Austro-Ungaria – d. 20 decembrie 1990, Sâmbăta de Sus, Brașov, România) a fost un călugăr ortodox român cu rang de arhimandrit, stareț al Mănăstirii Sămbăta de Sus (1944–1954), canonizat ca sfânt de Sfântul Sinod al Bisericii Ortodoxe Române în ședința sa din 11-12 iulie 2024, cu titulatura „Sfântul Cuvios Serafim cel Răbdător de la Sâmbăta de Sus” și prăznuirea în ziua de 20 decembrie.